# Sengeiski
Sengeiski (russisch остров Сенгейский, ostrow Sengeiski) ist eine zum Autonomen Kreis der Nenzen in der Oblast Archangelsk gehörende unbewohnte russische Insel in der Barentssee.
Zwischen dem Festland und der etwa 27 Kilometer langen und sechs Kilometer breiten Insel liegt die flache Lagune Sengeiski Proliw.